# Championnat de Suisse de football 1897-1898
Navigation
Édition suivante
La 1re édition du championnat de Suisse de football est remportée par le Grasshopper Club Zurich. Néanmoins cette compétition n'est pas considérée comme officielle, l'Association suisse de football n'étant pas l'organisateur de la compétition sponsorisée par le journal La Suisse Sportive.
Le championnat est divisé en trois groupes régionaux. Le format de la compétition est un format de coupe. 

## Les clubs de l'édition 1897-1898
| Club                               | Ville    |
| ---------------------------------- | -------- |
| Château de Lancy                   | Genève   |
| FC Yverdon                         | Yverdon  |
| FC Zurich                          | Zurich   |
| Grasshopper Club Zurich            | Zurich   |
| La Châtelaine Genève               | Genève   |
| Lausanne Football and Cricket Club | Lausanne |
| Maison Neuve Vevey                 | Vevey    |
| Racing Club de Genève              | Genève   |
| Villa Longchamp Lausanne           | Lausanne |
| FC La Villa Ouchy                  | Lausanne |

## Compétition

### Matchs
Les matches des groupes B et C ne sont pas tous connus.

#### Groupe A
| Équipe 1                | Résultat | Équipe 2  |
| ----------------------- | -------- | --------- |
| Grasshopper Club Zurich | 7 - 2    | FC Zurich |

#### Groupe B
| Équipe 1                           | Résultat | Équipe 2           |
| ---------------------------------- | -------- | ------------------ |
| Lausanne FC&CC                     | 1 - 0    | FC Yverdon         |
| Lausanne FC&CC                     | 4 - 0    | Maison Neuve Vevey |
| Lausanne Football and Cricket Club | 5 - 2    | FC La Villa Ouchy  |
| Villa Longchamp Lausanne           | 1 - 0    | Lausanne FC&CC     |

#### Groupe C
| Équipe 1             | Résultat | Équipe 2              |
| -------------------- | -------- | --------------------- |
| Château de Lancy     | 4 - 0    | Racing Club de Genève |
| La Châtelaine Genève | 9 - 2    | Château de Lancy      |

#### Phase finale
La phase finale consiste en une triangulaire opposant le Grasshopper Club Zurich, la Villa Longchamp Lausanne et La Châtelaine Genève.
| Équipe 1                | Résultat | Équipe 2                 | Date et lieu             |
| ----------------------- | -------- | ------------------------ | ------------------------ |
| Grasshopper Club Zurich | 6 - 1    | Villa Longchamp Lausanne | 19 mars 1898, à Zurich   |
| Grasshopper Club Zurich | 2 - 0    | La Châtelaine Genève     | 4 avril 1898, à Lausanne |

Le Grasshopper Club Zurich ayant gagné tous ses matches, le match entre la Villa Longchamp Lausanne et La Châtelaine Genève ne présente plus d'intérêt et n'est donc pas joué. Le Grasshopper Club Zurich est sacré champion de Suisse.

## Bilan de la saison
| Championnat de Suisse de football 1897-1898 |                                     |
| Champion                                    | Grasshopper Club Zurich (1er titre) |
| Qualifications continentales                |                                     |
| Promotions et relégations                   |                                     |
| Promus en première division                 | aucun                               |
| Relégués en deuxième division               | aucun                               |